# FC Botoșani
Asociația Fotbal Club Botoșani, cunoscut sub numele de FC Botoșani, sau pe scurt Botoșani, este un club profesionist de fotbal din Botoșani, România, care evoluează în prezent în SuperLiga României.
Clubul a fost înființat în anul 2001 și este singurul club din județul Botoșani care a jucat de-a lungul istoriei în primul eșalon al fotbalului românesc, promovând în 2013. În 2005, Valeriu Iftime, președintele Consiliului de Administrație, a preluat clubul moldovean, având suportul Consiliului Local Botoșani și al Primăriei. La finalul sezonului 2014-2015, clubul a reușit să se califice pentru prima oară în istorie într-o competiție europeană. În primul tur de calificare al UEFA Europa League 2015-2016 au întâlnit echipa georgiană FC Țhinvali, de care au trecut cu scorul de 4-2 în dublă manșă, reușind astfel și prima victorie europeană. Au fost eliminați totuși în turul următor de clubul polonez Legia Varșovia, 0-4 în dublă manșă.
Cea mai bună performanță pe plan intern a moldovenilor s-a realizat în sezonul 2019-2020 al Ligii I, la finalul căruia echipa s-a clasat pe locul patru, reușind din nou calificarea în  sezonul următor al UEFA Europa League. În primul tur au învins în deplasare pe FC Ordabasî cu 2-1, însă au fost învinși în turul următorul, acasă, cu 0-1, de echipa nord-macedoneană KF Shkëndija.
Culorile tradiționale ale clubului sunt roșu, alb și albastru, Botoșănenii disputându-și meciurile de acasă pe Stadionul Municipal din Botoșani, care are o capacitate de 7.782 de locuri.

## Istoric

### Începutul (2001-2004)
După ce a asistat în 1999 la o înfrângere cu 5 la 0 a Flăcării Flămânzi, Ioan Sălavăstru, om de afaceri și avocat botoșănean a înființat Fotbal Club SA și a preluat formația din Flămânzi. În sezonul 2000-2001 clubul a fuzionat cu FCM Dorohoi și a jucat meciurile din retur la Botoșani. Așa a apărut ideea creării FC Botoșani, idee materializată în 2001 când Sălavăstru înființează Asociația Fotbal Club Botoșani. Prima participare a acestui club în Divizia C, Seria I, sezonul 2001 – 2002 a dus la ocuparea unui onorabil loc doi la finalul campionatului. Următorul sezon, 2002-2003 FC Botoșani se clasează pe locul 6, iar în sezonul 2003-2004 clubul botoșănean reușește să promoveze în Divizia B după ce a depășit cu un singur punct în clasament echipa FCM Bacău II.

### Liga a II-a (2004-2013)
În 2005, Ion Sălăvăstru cedează echipa Consiliului Local, deoarece nu a mai reușit să susțină financiar echipa. Valeriu Iftime, președintele Consiliului de Administrație, a preluat clubul. După această preluare a apărut FC Botoșani II, formată din juniori ce juca în Liga a IV-a și prima echipă ce juca în Liga a II-a, iar clubul a înființat un centru de copii și juniori care să asigure viitorul primei echipe.
În primul sezon (2004-2005) echipa a terminat pe locul 8, în sezonul următor (2005-2006) echipa a terminat pe locul 4, iar în al treilea (2006-2007) echipa a terminat pe locul 11. În sezonul 2007-2008 FC Botoșani a terminat pe locul 9 cu următoarea linie de clasament :34 13 8 13 34 41 47 pct.
După un tur de campionat dezastruos, antrenorul Leontin Grozavu, ce a dus echipa pe locul 13, a fost concediat, în locul acestuia fiind numit Cristian Popovici. Acesta din urmă a reușit să redreseze echipa ducând-o pe locul 5. Sezonul 2008-09 a adus echipei probleme financiare, s-a decis reorganizarea clubului, și afilierea,pentru sezonul 2009-10, la FRF ca Asociație Sportivă (AS) și nu ca Societate pe Acțiuni (SA). Această transformare se va realiza pentru a putea permite echipei să fie sprijinită financiar de CJ Botoșani și CL Botoșani.
În primele 5 etape ale sezonului 2009-10 echipa l-a avut antrenor principal pe Ștefan Apostol, dar după ce a obținut numai 3 puncte (la masa verde), acesta și-a dat demisia din funcția de antrenor în locul lui fiind numit Cristian Popovici. În perioada 2010-2012, clubul a continuat să joace în Liga a II-a. Astfel, în sezonul 2010-11, termină pe locul 7 în clasament, iar în sezonul 2011-12, termină pe locul 5.
În sezonul 2012-2013, FC Botoșani a terminat turul pe locul 4 la trei puncte de liderul din acel moment. Clubul reușește să își asigure matematic pentru prima dată promovarea în prima ligă a fotbalului românesc la data de 18 mai 2013, când învinge cu 4-0 pe Sportul Studențesc într-un meci contând pentru etapa a XXVII-a. În acest sezon echipa reușește și o serie de 14 meciuri fără înfrângere, urcând pe poziția 1. În Cupa României 2012-2013 reușește să ajungă până în optimi, fiind eliminată de campioana entitre, CFR Cluj.

### SuperLiga României (2013-prezent)

Vechiul logo folosit de club de la înființare și până în 2022

La debutul în prima ligă, FC Botoșani a egalat recordul all-time al unui start de sezon pentru o nou-promovată, stabilit de Locomotiva București în 1956 când a reușit șapte meciuri consecutive fără eșec în campionat. Această serie de șapte meciuri a început cu egalul (scor 0 la 0) scos pe teren propriu în fața celor de la CFR Cluj la data de 21 iulie 2013. În acest meci în echipă au fost 8 debutanți în Liga I în primul unsprezece și roș-alb-albaștri au jucat peste 80 de minute în inferioritate numerică, căpitanul, Ciprian Dinu fiind eliminat în minutul 9. Prima victorie a clubului a venit în deplasarea din 26 iulie (etapa a II-a) de la Gaz Metan Mediaș, botoșănenii învingând cu 2-1 prin golurile marcate de George Cârjan (min. 15) și Attila Hadnagy (min. 74). Învingând la 25 august pe FC Vaslui, prin golul lui Claudiu Codoban, marcat cu o lovitură de cap, în minutul 80 se obține astfel prima victorie pe teren propriu în prima divizie. La finalul sezonului 2014–2015, echipa a terminat campionatul pe locul 8, dar, deoarece echipele mai bine clasate CFR Cluj, Petrolul Ploiești și FC Dinamo București erau în insolvență, iar CSU Craiova era afiliată de mai puțin de trei ani, lui FC Botoșani i-a revenit dreptul de reprezentare a Ligii I în UEFA Europa League în sezonul următor. În prima dublă manșă (turul 2 preliminar), a învins cu scorul general de 4-2 (1-1 pe teren propriu și 3-1 în deplasare) echipa georgiană FC Spartaki Țhinvali, calificându-se pentru turul următor, unde a întâlnit Legia Varșovia. Cu echipa poloneză, scorul la general a fost 0-4 (1-0 pe Stadion Wojska Polskiego și 3-0 acasă pe Municipal).
În sezonul 2015-16, s-a introdus sistemul play-off și play-out, iar echipa botoșăneană a terminat sezonul regular pe poziția a 10 cu 26 de puncte (6 victorii, 8 egaluri și 12 înfrângeri), în play-out au terminat pe locul 3 cu un palmares de 7 victorii, 4 egaluri și 3 înfrângeri.
După prima lor calificare în play-off-ul campionatului, FC Botoșani a încheiat sezonul 2019–20 pe locul 4, obținând astfel cea mai bună performanță din Liga I și, din nou, calificându-se în UEFA Europa League după 5 ani de la ultima lor participare. Au obținut o victorie cu 2-1 în deplasare împotriva echipei kazahe Ordabasy în prima rundă, înainte de a fi în cele din urmă eliminată de Shkëndija din Macedonia de Nord după o înfrângere cu 0-1 pe teren propriu în runda a doua. În sezonul următor, FC Botoșani pleca din nou cu obiectivul de a intra în play-off. Echipa a început bine campionatul, însă după etapa a 12-a, Botoșani se afla pe locul 11, la 6 puncte de locurile de play-off. Echipa s-a redresat și a obținut calificarea în ultima etapă. În play-off, Botoșani a terminat pe locul 6.

## Palmares
- Liga a II-a
  - Campioană (1): 2012–13
- Liga a III-a
  - Campioană (1): 2003–04
  - Vice-campioană (1): 2001-02

## Stadion

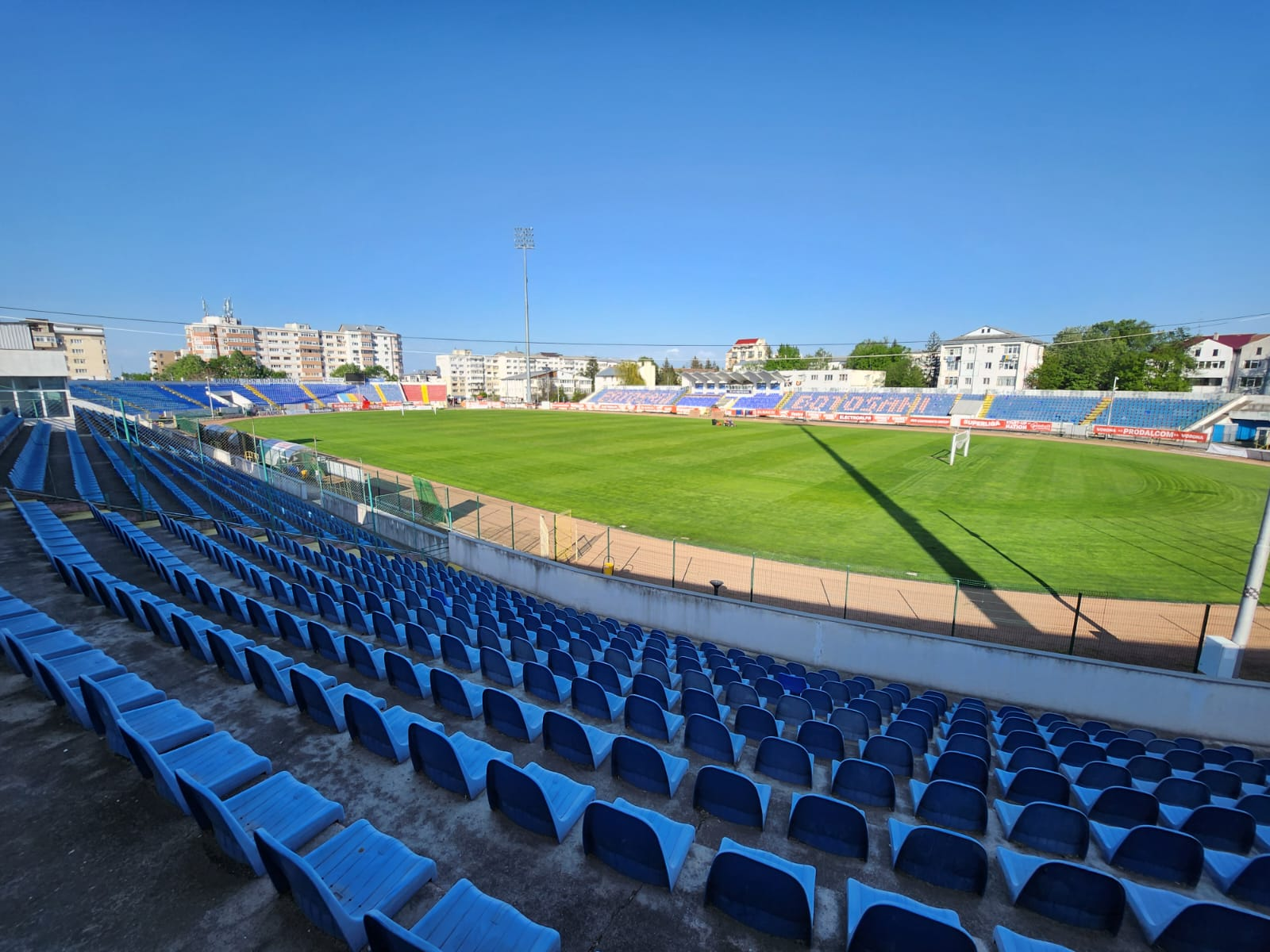
Stadionul Municipal

FC Botoșani își dispută meciurile de pe teren propriu pe Stadionul Municipal care are o capacitate de 7.782 de locuri.

## Suporteri
În sezonul 2019-2020 FC Botoșani a avut o medie de 2684 de spectatori pe meci, situându-se pe locul 8 în Liga 1 la acest capitol. Grupurile Ultras ale lui FC Botoșani sunt organizate sub numele de Youth BT , Renegații și BT Pride.

### Rivalități
Principala rivalitate a Botoșaniului este cea cu ACS Foresta Suceava, dar recent au dezvoltat o rivalitate și cu FC Politehnica Iași.

## Oficialii clubului
| Rol                                     | Nume                    |
| --------------------------------------- | ----------------------- |
| Proprietar                              | Valeriu Iftime          |
| Președinte                              | Marian Ignat            |
| Vice presedinte                         | Petru Parfenov          |
| Membrii Consiliului de administrație    | Ovidiu Jitaru Doru Popa |
| Director administrativ                  | Dumitru Brânză          |
| Director de marketing                   | Alexandru Chirilă       |
| Manager sportiv                         | Marian Ignat            |
| Agent de marketing                      | Cristinel Bursuc        |
| Director centru tineret                 | Tiberiu Honciuc         |
| Ofițer de presă                         | Cristian Prisăcariu     |
| Responsabil pentru comandă și siguranță | Ioan Dănilă             |

| Rol                                | Nume                               |
| ---------------------------------- | ---------------------------------- |
| Antrenor principal                 | Bogdan Andone                      |
| Antrenori secunzi                  | Andrei Patache , Marius Suller     |
| Antrenor cu portarii               | Alin Bordeanu                      |
| Antrenor de fitness                | Vasile Gheorghe                    |
| Kinetoterapeut                     | Dumitru Brânză                     |
| Medici de club                     | Alin Atudoroae Ioana Iftime        |
| Maseuri                            | Daniel Hodinescu Silviu Siminiciuc |
| Al doilea manager de echipă        | Cătălin Chirilă                    |
| Antrenorul de fitness al echipei 2 | Andrei Honceriu                    |

## FC Botoșani în cupele europene
| Europa League 2015/16 |     |                |
| Turul 1               |     |                |
| FC Botoșani           | 1-1 | Tskhinvali     |
| Tskhinvali            | 1-3 | FC Botoșani    |
| Turul 2               |     |                |
| Legia Varșovia        | 1-0 | FC Botoșani    |
| FC Botoșani           | 0-3 | Legia Varșovia |
| Europa League 2020/21 |     |                |
| Turul 1               |     |                |
| FC Ordabasy           | 1-2 | FC Botoșani    |
| Turul 2               |     |                |
| FC Botoșani           | 0-1 | KF Shkëndija   |

### Bilanț general
| Competiție    | Ap | M | V | E | Î | GM | GP | DG |
| ------------- | -- | - | - | - | - | -- | -- | -- |
| Europa League | 2  | 6 | 2 | 1 | 3 | 6  | 8  | -2 |

## Lotul actual
La 31 iulie 2025.
| Nr. |                       | Poziție | Jucător                |
| --- | --------------------- | ------- | ---------------------- |
|     | Slovenia              | F       | Michael Pavlović⁠(d)    |
|     | România               |         | Ștefan Pănoiu          |
|     | România               | M       | Zoran Mitrov⁠(d)        |
|     | Bosnia și Herțegovina | P       | Luka Kukić⁠(d)          |
|     | Argentina             | A       | Enzo López⁠(d)          |
|     | Nigeria               | M       | Adams Friday⁠(d)        |
|     | Franța                |         | Hervin Ongenda         |
|     | România               | F       | Alin Șeroni            |
|     | Argentina             | A       | Juan Cruz Kaprof⁠(d)    |
|     | Grecia                | P       | Yannis Anestis⁠(d)      |
|     | Argentina             | F       | Patricio Matricardi⁠(d) |
|     | Albania               | A       | Enriko Papa⁠(d)         |
|     | România               | F       | George Miron           |
|     | România               | M       | Mihai Bordeianu        |

| Nr. |                       | Poziție | Jucător                   |
| --- | --------------------- | ------- | ------------------------- |
|     | România               | M       | Cristian Albu             |
|     | Ucraina               | A       | Mykola Kovtalyuk⁠(d)       |
| 30  | România               | F       | Alexandru Țigănașu        |
|     | Guinea-Bissau         | M       | Francisco Júnior⁠(d)       |
|     | Spania                | F       | Alejandro Díez Salomón⁠(d) |
|     | Bosnia și Herțegovina | F       | Rijad Sadiku⁠(d)           |
|     | România               | A       | Andrei Dumiter⁠(d)         |
|     | România               | F       | Romario Benzar            |
|     | România               | A       | Adrian Chică Roșă         |
|     | Malawi                | M       | Charles Petro⁠(d)          |
|     | România               | M       | Ștefan Bodișteanu⁠(d)      |
|     | Angola                | A       | Aldaír Ferreira⁠(d)        |
|     | România               | M       | George Dragomir⁠(d)        |

## Parcursul competițional
| Sezon   | Nivel | Divizie            | Loc | Cupa României |
| ------- | ----- | ------------------ | --- | ------------- |
| 2025-26 | 1     | SuperLiga României | TBD | TBD           |
| 2024–25 | 1     | SuperLiga României | 12  | Faza grupelor |
| 2023–24 | 1     | SuperLiga României | 14  | Faza grupelor |
| 2022–23 | 1     | SuperLiga României | 11  | Faza grupelor |
| 2021–22 | 1     | Liga I             | 8   | Șaisprezecimi |
| 2020–21 | 1     | Liga I             | 6   | Optimi        |
| 2019–20 | 1     | Liga I             | 4   | Optimi        |
| 2018–19 | 1     | Liga I             | 8   | Șaisprezecimi |
| 2017–18 | 1     | Liga I             | 8   | Semifinale    |
| 2016–17 | 1     | Liga I             | 10  | Șaisprezecimi |
| 2015–16 | 1     | Liga I             | 9   | Șaisprezecimi |
| 2014–15 | 1     | Liga I             | 8   | Șaisprezecimi |
| 2013–14 | 1     | Liga I             | 8   | Optimi        |

| Sezon   | Nivel | Divizie               | Loc      | Cupa României |
| ------- | ----- | --------------------- | -------- | ------------- |
| 2012–13 | 2     | Liga a II-a (Seria I) | 1 C, P)  | Șaisprezecimi |
| 2011–12 | 2     | Liga a II-a (Seria I) | 5        | Turul partu   |
| 2010–11 | 2     | Liga a II-a (Seria I) | 7        | Turul partu   |
| 2009–10 | 2     | Liga a II-a (Seria I) | 10       | Turul cinci   |
| 2008–09 | 2     | Liga a II-a (Seria I) | 5        | Optimi        |
| 2007–08 | 2     | Liga a II-a (Seria I) | 9        |               |
| 2006–07 | 2     | Liga a II-a (Seria I) | 11       |               |
| 2005–06 | 2     | Divizia B (Seria I)   | 4        |               |
| 2004–05 | 2     | Divizia B (Seria I)   | 8        | Șaisprezecimi |
| 2003–04 | 3     | Divizia C (Seria I)   | 1 (C, P) |               |
| 2002–03 | 3     | Divizia C (Seria I)   | 6        |               |
| 2001–02 | 3     | Divizia C (Seria I)   | 2        |               |